# Stanisław Grodziski (senior)
Stanisław Grodziski (ur. 1 listopada 1889 w Grodzisku Górnym, zm. 29 września 1946 w Krakowie) – polski adwokat, działacz społeczny i polityczny, doktor praw.

## Życiorys
Urodził się w 1889 roku we wsi Grodzisko Górne, jako syn średniozamożnego włościanina Józefa Kulpy i Barbary z domu Hospod. Jako jedyny spośród licznego rodzeństwa zdobył wykształcenie. Ukończył gimnazjum w Jarosławiu, a następnie Wydział Prawa Uniwersytetu Jana Kazimierza we Lwowie. W czasach studenckich związał się z ruchem ludowym.
Wziął aktywny udział w I wojnie światowej oraz wojnie polsko-bolszewickiej. Stopień doktora uzyskał na Uniwersytecie Jagiellońskim.
Był działaczem Polskiego Stronnictwa Ludowego „Piast”. Od 1927 nie angażował się w działalność partyjną. Po odbyciu „austriackiej” siedmioletniej aplikacji adwokackiej (stażu kandydackiego), zdaniu egzaminu i wpisie na listę adwokacką uruchomił w Krakowie kancelarię, która znajdowała się przy ul. św. Filipa, a następnie przy ul. Długiej 18. W 1934 roku przyjął od nazwy rodzinnej miejscowości nazwisko „Grodziski”, którego już wcześniej używał jako pseudonim publicystyczny. Szybko miał się stać „cenionym” i „rozpoznawalnym” adwokatem.
Znaczną część jego klienteli stanowili chłopi, w tym mieszkańcy rodzinnego Grodziska i okolic. Stanisław Grodziski był m.in. obrońcą w głośnych procesach o podłożu politycznym, jak procesy uczestników manifestacji racławickiej w 1937 roku, w których występował ze swoim aplikantem (koncypientem) Stanisławem Mierzwą. Otrzymał wówczas podziękowania od Wincentego Witosa i Macieja Rataja. 
Publikował w prasie i w broszurach prawniczych, m.in. Zarys ustroju państwa polskiego (1921), Poradnik prawniczy (1922–1925), Władze i urzędy w Polsce (1924), O księgach gruntowych czyli hipotece (1924), Testament (1924).
W majątku Prusy wybudował dom zaprojektowany przez krakowskiego architekta Wacława Krzyżanowskiego. Potem kupił folwark Skotniki pod Krakowem.
W czasie II wojny światowej wykonywał zawód adwokata oraz zaangażował się w działalność konspiracyjną. Został delegatem polskiego rządu na uchodźstwie na miasto Kraków w tworzonej między początkiem 1942 a początkiem 1943 tymczasowej administracji rządowej, do której przystąpili spośród głównych stronnictw w województwie krakowskim jedynie ludowcy, a w 1944 – delegatem na powiat krakowski, zastępując aresztowanego 7 października 1943 adw. mgr. Mariana Ożoga „Chrobrego”.
Po wojnie, mimo poważnych problemów zdrowotnych, zaangażował się w działalność mikołajczykowskiego Polskiego Stronnictwa Ludowego. Ponieważ obszar jego majątku przekraczał pięćdziesiąt hektarów, rodzina Grodziskich została z niego usunięta w kwietniu 1945 przez władze ludowe.
Stanisław Grodziski zmarł 29 września 1946 w Krakowie.
Z małżeństwa z Wandą Janiną z Antoszów, nauczycielką, miał syna Stanisława oraz dwie córki – Zofię i Beatę. Jego wnuczką jest Karolina Grodziska.

## Spuścizna
Kilka dni po pogrzebie funkcjonariusze Urzędu Bezpieczeństwa zarekwirowali niemal całą jego dokumentację, dorobek osobisty, zawodowy i literacki.
W 2013 roku ukazał się drukiem jego dziennik, pod tytułem Stanisław Grodziski 1889–1946. Dziennik krakowskiego adwokata, opracowany przez jego syna Stanisława Grodziskiego i wnuczkę Karolinę Grodziską. Zgodnie z deklaracją autorów opracowania, wydanie objęło około trzy/czwarte rękopisu dziennika, a także obszerny życiorys jego autora, biografie niektórych osób pojawiających się w dzienniku, wybór artykułów prasowych autorstwa adwokata Stanisława Grodziskiego (porady prawne dla żołnierzy weteranów i włościan oraz publicystykę), fragmenty powieści Na wiejskiej drodze, a także reprodukcje zdjęć archiwalnych. W skład dziennika weszła część wspomnieniowa, obejmująca dzieciństwo i okres aż do początków niepodległej Polski w 1918 roku, a także prowadzony od 1922 roku dziennik bieżący, zaopatrzony w daty dzienne kolejnych wpisów. Ostatni wpis pochodzi z 1 sierpnia 1946.